# Luca Vanni
Luca Vanni (4 de junho de 1985) é um tenista profissional italiano.
Luca Vanni alcançou a final do Brasil Open de 2015, perdendo a final para Pablo Cuevas.

## ATP Tour finais

### Simples: 1 (1 vice)
| Legenda                           |
| --------------------------------- |
| Grand Slam (0–0)                  |
| ATP World Tour Finals (0–0)       |
| ATP World Tour Masters 1000 (0–0) |
| ATP World Tour 500 Series (0–0)   |
| ATP World Tour 250 Series (0–1)   |

| Títulos por Piso |
| ---------------- |
| Duro (0–0)       |
| Saibro (0–1)     |
| Grama (0–0)      |
| Carpete (0–0)    |

| Resultado | N. | Data                    | Torneio                        | Piso   | Oponente     | Placar             |
| --------- | -- | ----------------------- | ------------------------------ | ------ | ------------ | ------------------ |
| Vice      | 1. | 15 de fevereiro de 2015 | Brasil Open, São Paulo, Brasil | Saibro | Pablo Cuevas | 4–6, 6–3, 6–7(4–7) |

## Challenger finais (3)

### Simples (1)
| Legenda             |
| ATP Challengers (1) |

| Finais por Piso |
| --------------- |
| Duro (0–1)      |
| Saibro (0-0)    |
| Grama (0–0)     |
| Carpete (0–0)   |

| Resultado | N. | Data          | Torneio           | Piso | Oponente    | Placar              |
| --------- | -- | ------------- | ----------------- | ---- | ----------- | ------------------- |
| Vice      | 1. | 14 Julho 2014 | Kaohsiung, Taiwan | Duro | Yen-Hsun Lu | 7-6(11-9), 4-6, 4-6 |

### Duplas (2)
| Legenda             |
| ATP Challengers (1) |

| Finais por Piso |
| --------------- |
| Duro (0–0)      |
| Saibro (1–1)    |
| Grama (0–0)     |
| Carpete (0–0)   |

| Resultado | N. | Data             | Torneio      | Piso   | Parceiro       | Oponentes                        | Placar             |
| --------- | -- | ---------------- | ------------ | ------ | -------------- | -------------------------------- | ------------------ |
| Campeão   | 1. | 18 Setembro 2011 | Todi, Itália | Saibro | Stefano Ianni  | Martin Fischer Alessandro Motti  | 6–4, 1–6, [11–9]   |
| Vice      | 1. | 7 Julho 2012     | Lima, Peru   | Saibro | Claudio Grassi | Facundo Argüello Agustín Velotti | 6–7(4–7), 6–7(5–7) |